# 喀什塔什乡

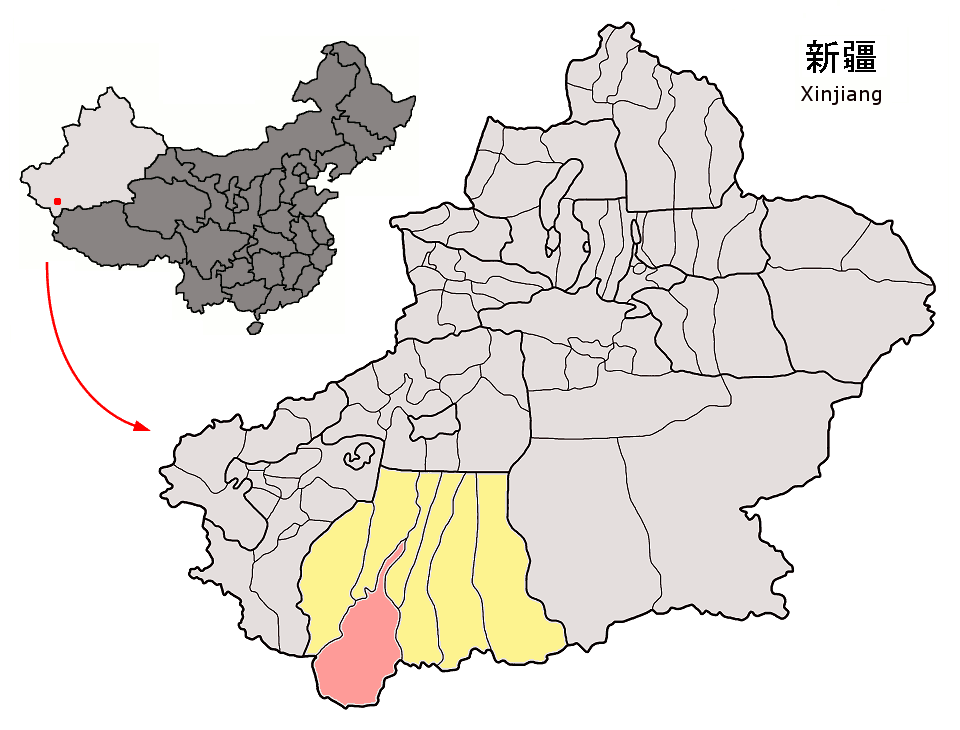
和田县（粉红色）和和田地区（黄色）的位置

喀什塔什乡，是中华人民共和国新疆维吾尔自治区和田地區和田县下辖的一个乡镇级行政单位。

## 行政区划
喀什塔什乡下辖以下地区：
阿番多克村、奥米夏村、喀让古塔格村、科克喀依拉村、克孜勒也尔村、库尔尕克村、兰干村、尼萨村、塔尔萨依村、吐孜鲁克村、库玛提村和乡直羊场村。